# Borgáta
Borgáta község Vas vármegyében, a Celldömölki járásban.

## Neve
Nevének eredetére több elképzelés is született, a legvalószínűbb szerint a magyar „avar” és „gát” szavak összetételéből származik. 1356-ban Oborgataként említették.

## Fekvése
Kemenesalján, a Kodó-patak mentén fekszik, Sárvártól 15 kilométerre délkeletre. Déli határszélén emelkedik a 220 méter magas Kis-Somlyó hegy.
Különálló településrésze Borgátafürdő, a keleti határszéle közelében.
A közvetlenül határos települések: észak felől Köcsk, kelet felől Egyházashetye, dél felől Kissomlyó, délnyugat felől Pusztalánc (Káld része), nyugat felől pedig Káld.

### Megközelítése
Közigazgatási területét átszeli délkelet-északnyugati irányban a 84-es főút, a lakott területeitől néhány száz méterre délre, így ez a legfontosabb közúti megközelítési útvonala az ország távolabbi részei irányából. Központján azonban csak a 8415-ös út halad végig, ezen érhető el keleti irányból, Csögle-Boba felől. Közigazgatási területét délen, egy rövid szakaszon érinti még a 8457-es út is.
Borgátafürdő ugyancsak a 8415-ös úton érhető el a legegyszerűbben, illetve Köcsk Nagyköcsk nevű településrészétől megközelíthető egy önkormányzati úton is.

## Története
A 16. századig a Héder nemzetség tulajdonában volt a település. A 12-13. században a falu ura Aborgáthai István, majd János, aztán Mihály és Péter, a falu neve is Aborgátha volt. Az 1300-as években a falu földesura Hédervári Pál. A települést Oborgáta néven említik. Az 1400-1500-as években a vasvári káptalannak a vármegyéről Zsigmond királynak tett jelentése Oborgátán sótelepet és erdőket említ. Később a vasvári káptalan értesítette V. László királyt, hogy vett parancsa értelmében megidézte Hédervári Pált, Bögödi Egyedet és Hali Józsát. A megidézés birtokháborítás miatt történt. Aborgáthai lakosokat hallgattak meg tanúként, akik Bak Pál, Szép István és Bak Mihály voltak. A győri káptalan előtt Hédervári Pál és Somlai Balázs Aborgátha és Somló között lévő peres földekről egyezséget kötött.
1545-ben Batthyány Ferenc vásárolta meg a falut 2210 Ft-ért.
A Dunántúli Evangélikus Egyházkerület története szerint 1659-ben „Borgáta, Kissomlyóval együtt gyülekezetet alkot. Tanítójuk Hoicsics János, aki Borgátán lakott.” 1706-ban Borgáta tanítója Sartóriüsz Gergely.
Egy 1752-es összeírás szerint 29 jobbágy, 5 házzal rendelkező, és 2 ház nélküli zsellér lakta a falut.
A római katolikus egyházközség jegyzőkönyve szerint: „1837. május 25. A káldi plébánia püspöki látogatása. A borgátaiakat Komáromi István, Balog Mihály, és Vas József képviselte. Borgáta lakossága: 158 katolikus, 160 evangélikus. Katolikus iskolamester Farkas József 60 éves, Röjtökből jött Borgátára.”
Az evangélikus egyházközösség jegyzőkönyvéből:
- 1865: Új iskola építése. A tanító Szalai József.
- 1882: Az olvasókör megalakítása (Molnár Károly tanító). A Földügyi Miniszter 500 kötet könyvet adományozott. (Az egyetlen ilyen intézmény volt a járásban.)
- 1884: Temető nagyobbítása.
- 1912: Harangláb építése. A harang tömege 331 kg. A kisharang tömege 75 kg.

A Megyei Levéltár Jegyzőkönyveiből:
1922-ben a hősi emlékművet felavatták. (Első volt a vármegyében.)
1948-ban A falut villanyárammal látták el. 1950-ben megtörtént a falu első nyilvános telefon felállítása. A boltban helyezték el, hogy ne kelljen kezelői díjat fizetni. Kezelője Molnár Pálné boltos volt. Augusztus 5-én volt az utolsó Elöljárósági ülés. Utána helyi tanács alakult.
1958-ban televíziókészüléket vásárolt a falu. Kezelője Radnai István tanító. Ez időben a környéken sehol sem volt televízió.
1964-ben olajkutató fúrás közben találtak rá a 732 m mélységből feltörő, 47 °C-os termálvízre, melynek hasznosítására  1968. augusztus 20-án nyílt meg a termálfürdő. A szép környezetben lévő, csendes helyen üdülőtelep létesült, kis nyaralók épültek, ez lett Borgátafürdő községrész.

## Közélete

### Polgármesterei
- 1990–1994: Varga Béláné (független)[8]
- 1994–1998: Samu Géza (független)[9]
- 1998–2002: Csóka András (független)[10]
- 2002–2006: Szentiványi Ferenc (független)[11]
- 2006–2010: Dr. Tóthné Zentai Éva (független)[12]
- 2010–2014: Dr. Tóthné Zentai Éva Mária (független)[13]
- 2014–2019: Gőcze Zsanett (független)[14]
- 2019–2024: Gőcze Zsanett (független)[15]
- 2024– : Gőcze Zsanett (független)[1]

A 2014 októberében megválasztott Gőcze Zsanett néhány nap múlva, indokolás nélkül bejelentette lemondását a polgármesteri tisztségéről, ez azonban érvénytelen volt, mivel a lemondást nem a képviselő-testület előtt tette meg, hiszen az a lemondó nyilatkozat benyújtása idején még meg sem alakult.

## Népesség
A település népességének változása:
| Lakosok száma | 134  | 129  | 179  | 185  | 178  | 223  | 228  |
|               | 2013 | 2014 | 2015 | 2021 | 2022 | 2023 | 2024 |

A 2011-es népszámlálás során a lakosok 90,4%-a magyarnak, 1,8% németnek, 0,9% cigánynak, 0,9% szlovénnek mondta magát (7% nem nyilatkozott; a kettős identitások miatt a végösszeg nagyobb lehet 100%-nál). A vallási megoszlás a következő volt: római katolikus 35,1%, református 5,3%, evangélikus 39,5%, felekezet nélküli 3,5% (16,7% nem nyilatkozott).
2022-ben a lakosság 73%-a vallotta magát magyarnak, 13,5% németnek, 0,6% cigánynak, 2,2% egyéb, nem hazai nemzetiségűnek (18,5% nem nyilatkozott; a kettős identitások miatt a végösszeg nagyobb lehet 100%-nál). Vallásuk szerint 25,3% volt római katolikus, 16,3% evangélikus, 3,4% református, 2,2% egyéb katolikus, 11,2% felekezeten kívüli (40,4% nem válaszolt).

## Nevezetességei
- Első világháborús hősi emlékmű
- evangélikus harangláb
- Borgáta Termálfürdő
- Király-kő
- IV. Béla király szobra
- Szent László-szobor (2009. augusztus 20-án állították)